# Ноттер, Кастор
Кастор Ноттер (нем. Kastor Notter; род. 16 февраля 1903 года в Нидеррордорфе, Швейцария — ум. 9 января 1950 года в Бруннене) — швейцарский шоссейный велогонщик, выступавший с 1922 по 1929 год. Трёхкратный чемпион Швейцарии на  шоссе.

## Достижения
1923
2-й Берн — Женева
3-й Чемпионат Цюриха
3-й Тур Северо-Западной Швейцарии
3-й Мюнхен — Цюрих
3-й Чемпионат Швейцарии
1924
1-й  Чемпионат Швейцарии
2-й Чемпионат Цюриха
2-й Мюнхен — Цюрих
2-й Тур дю Лак Леман
1925
1-й  Чемпионат Швейцарии
1-й Тур Северо-Западной Швейцарии
1926
1-й Романсхорн — Женева
2-й Гран-при Вольбер
2-й Париж — Тур
2-й Тур Кёльна
5-й Париж — Рубе
1927
1-й  Чемпионат Швейцарии
1-й Чемпионат Цюриха
2-й Тур дю Лак Леман